# 1 Kozacka Szkoła Junkierska
1 Kozacka Szkoła Junkierska (niem. Kosaken Junker Schule, ros. 1-е Казачье Юнкерское Училище) – ośrodek nauczania dla Kozaków w służbie III Rzeszy pod koniec II wojny światowej
Szkoła została utworzona rozkazem gen. Piotra N. Krasnowa 6 grudnia 1944 r. w Villa Santino w północnych Włoszech. Komendantem został gen. Michaił K. Sołomachin, a następnie płk Aleksandr I. Miedynski. Miała przygotowywać kadry oficerskie zarówno dla XV Kozackiego Korpusu Kawalerii SS, jak też Kozackiego Stanu. Formalnie szkolenie mogli przechodzić jedynie rdzenni Kozacy, ale faktycznie byli do niego dopuszczani wszyscy żyjący wcześniej na terytorium kozackim, a także poza nim, jeśli ich rodzice zamieszkiwali te tereny. Nie rozgraniczano między byłymi obywatelami sowieckimi a emigrantami. Kandydaci musieli przejść egzamin przed komisją pod przewodnictwem gen. Bedakowa. Słuchacze szkoły tworzyli początkowo oddział szkoleniowy w składzie trzech sotni: kubańskiej, dońskiej i terskiej. Później przeformowano go w dwie ćwiczebne sotnie pod dowództwem starsziny wojskowego Pawła I. Dżaliuka i esauła Szuwałowa. Ponadto utworzono półbaterię artylerii (3 działka ppanc. 45 mm) dowodzoną przez płk. Połuchina, półsotnię inżynieryjną sotnika Nikołaja N. Krasnowa młodszego, oddział karabinów maszynowych (8 ciężkich i 17 lekkich karabinów maszynowych) sotnika Guszczina, oddział moździerzy (8 moździerzy 52 mm). Ogółem oddziały te liczyły 428 ludzi, w tym 396 junkrów. Kadra oficerska składała się z b. zawodowych wojskowych carskich. Na jej czele jako inspektor szkoły stał sotnik Nikołaj N. Krasnow młodszy. Wśród oficerów i wykładowców byli m.in. starszina wojskowy Niefiedow (wykładał topografię), N. S. Kozores, prof. Fiodor W. Wierbicki (prowadził wykłady o higienie), sotnik Sierieżnikow, sotnik B. G. Wdowienko, podesauł A.A. Połuppsin (adiutant szkoły), sotnik Kruglew, starszina wojskowy Tretiakow. Funkcję kapelana prawosławnego szkoły pełnił protojerej Nikołaj Masicz. W programie nauczania były zajęcia z historii Rosji, historii sztuki wojennej, taktyki, inżynierstwa, fortyfikacji, obsługi dział i czołgów (teoretyczne). Regularnie odbywały się zajęcia w polu. Kozaccy junkrzy nosili mundury koloru zielonego z rosyjskimi pagonami i bączkiem na czapce. Na pocz. 1945 r., kiedy na obszarze stacjonowania Kozackiego Stanu zaktywizowali się włoscy partyzanci, junkrzy służyli jako ochrona 100-kilometrowego odcinka drogi prowadzącego z Cortina d’Ampezzo do Villa Santina. Utworzono z nich 240-osobowy 1 Wojskowy Kozacki Oddział Szkoleniowy w składzie trzech półsotni. Miał on na uzbrojeniu 10 ciężkich i lekkich karabinów maszynowych oraz 3 moździerze. Dowódcą był starszina wojskowy A. I. Kowalenkow, zaś zastępcą esauł J.A. Andriejew. 28 kwietnia doszło do potyczki z partyzantami pod wsią Ovaro. Po jej zakończeniu junkrzy Posypajew i Czastnik zostali awansowani do stopni chorążego. 29 kwietnia kadra szkoły i junkrzy, w liczbie ok. 300 ludzi, wymaszerowali z Villa Santina do austriackiego Tyrolu, gdzie poddali się Brytyjczykom. Wydali oni Sowietom część junkrów i prawie wszystkich oficerów.